# Don Huan
Don Huan (šp. Don Juan, ital. Don Giovanni) je legendarni literarni razvratnik, čija priča je inspirisala mnoge autore. Najranija zapisana verzija pripisuje se Tirsu de Molini i njegovoj drami Seviljski zavodnik i kameni gost (El burlador de Sevilla y convidado de piedra), koja je objavljena u Španiji oko 1630. godine. Najpoznatija dela o Don Huanu su Molijerov komad Don Žuan ili Kameni gost (Dom Juan ou le Festin de pierre) iz 1665, Bajronova epska poema Don Žuan (Don Juan) iz 1821, Hose de Espronsedina poema Student iz Salamanke (El estudiante de Salamanca) iz 1840 i Hose Soriljin komad Don Huan Tenorio (Don Huan Tenorio) iz 1844. Najuticajnija verzija od svih je opera Don Đovani (Don Giovanni), koju je komponovao Volfgang Amadeus Mocart 1787. godine. Libreto je napisao Lorenco da Ponte, uz pomoć čuvenog istorijskog zavodnika Đakoma Kazanove. Mocartova opera je služila kao inspiracija E. T. A. Hofmanu, Aleksandru Puškinu, Serenu Kjerkegoru, Džordžu Bernardu Šou i Alberu Kamiju.
Don Huan je postao sinonim za „ženskaroša“, naročito u španskom slengu.

## Seviljski zavodnik i kameni gost

### Tirso De Molina, autorSeviljskog zavodnika, prve pisane legende od Don Huanu
Fra Gabrijel Teljes (Gabriel Téllez, poznat pod pseudonimom Tirso de Molina) pripada grupi dramskih pisaca španskog Zlatnog veka na čijem čelu se nalazio Lope de Vega (Félix Lope de Vega y Carpio). Neki izvori kažu da je rođen 1583. godine u Madridu, a neki 1579. Studirao je u Alkali de Enares i bio monarh Milostivog reda. Oko 1605. godine započeo je svoju pozorišnu karijeru. Umro je 1648. godine u Almasanu.
Za razliku od Vege, koji je napisao oko hiljadu pozorišnih komada, Tirso je napisao oko tri stotine. U njegove najbolje drame uvrstavaju se: Seviljski zavodnik i kameni gost (El Burlador de Sevilla y convidado de piedra) i Proklet zbog neverništva (Condenado por desconfiado). U španskom pozorištu počinje moderna tragedija upravo njegovim delima: Osveta Tamara (La Venganza de Tamar) i Nebeska nimfa (Ninfa del Cielo).
Mnoga Tirsova dela upućuju na zalaganje i odbranu ženskih prava. On je u pozorište Zlatnog veka uveo lik majke, kao i obilje ženskih likova prikazanih na krajnje prefinjen način. Obuhvatio je sve značajnije karakteristike poezije i drame XVII veka, a duhovit rečnik ga približava i baroku. Pripisuje mu se modernizacija dramskog jezika. Jezik mu je aluzivne prirode, ponekad i satirične. Jak uticaj Lopea de Vege je očigledan, jer se u Tirsovim pozorišnim komadima javljaju svi tipovi junaka koji se javljaju u Lopeovim: kraljevi, vojvode, lakrdijaši, seljaci, ribari, kradljivci, zavodnici itd.
Mit o Don Huanu je evropskog i narodnog porekla i razne njegove varijante su kružile Iberijskim poluostrvom. U španskoj književnosti književno obrađeni lik Don Huan pojavljivao se i pre Tirsa de Moline. U drami De la Kueve (Juan de la Cueva) Beščasnik (El Infamador), pojavljuje se Lusino, zavodnik čija se sudbina okončava sličnoj Don Huanovoj. U drami Snaga koja vređa (La fuerza lastimosa) Lopea de Vege, vojvoda Oktavio se prerušava u grofa kako bi osvojio jednu vlastelinku.

### Lik Don Huana
Tirsov Don Huan, pored toga što je zavodnik, je i prevarant i rugalica. Najviše uživa u zavođenu vlastelinki, a posebno u tome da ih obeščasti i napusti. Tirso nije stavio akcenat na zavođenje koliko na ruganje, zbog čega mu je i dao naziv El Burlador. Don Huan se ruga svim društvenim normama ponašanja, on je samo na rečima religiozan i samo formalno poštuje čast i vitešku hrabrost. Na jednom mestu Amnita kaže da Don Huan, ponašajući se neprimereno na njenoj svadbi, dovodi u pitanju vitešku čast. U prilog Tirsovoj kritici društva ide i činjenica da Don Pedro pokušava da zaštiti svog sinovca (kao i sam kralj), što ukazuje na to da se na udaru Tirsove kritike našlo i zataškavanje prevara plemstva iz straha od skandala i gubljenja ugleda. Njegova uloga u razbijanju zabluda bila je poetsko-dramsko-religiozne i filozofske prirode.
Don Huan uvek posmatra stvari iz svog ugla. Za njega su kukavice ljudi koji se plaše da urade ono što on čini. Ruga se dobroti, čestitosti plemenitosti i bedi, ali ne bira žene prema staležu. Više uživa u prevari nego u samom osvajanju žena. On je svojim prevarama prouzrokovao razne vrste zla: od ličnih tragedija do društvenih izdaja.
Tirso ukazuje na ljudsku savest kao na jedan od najbitnijih faktora u ljudskom životu. Ulogu čoveka koji opominje i koji je u službi održavanja čiste savesti ima duhoviti sluga Katalinon. Međutim, poput Sanča Panse, on opominje ali ide do kraja sa svojim gospodarem, ne počinjavajući prevare. Opomene ne stižu samo od Katalinona, već i od Don Pedra, Tizbe, Izabele, Batrisija i Amnite, što na Don Huana nimalo ne utiče.
Nužno se postavlja pitanje: zašto Don Huan ne veruje u kaznu za svoja dela? Odgovor bi mogao biti: zato što veruje samo u materijalno svojstvo sveta i ne veruje da ljudska savest ima tu moć da menja čovekov život. Potpuno odbacuje snagu duhovnog. Tirsov junak veruje da pripadnost višoj klasi označava oslobođenje od savesti, što kritiku društva dovodi do vrhunca. Don Huan se oglušuje o opomene, bira loš put jer u njemu ne vidi ništa loše, ne razume pojam dobra i zato je sebičan. Ta sebičnost se najviše oseća prilikom preotimanja žena. On najavljuje Novo doba koje ruši stare moralne vrednosti u ime koristoljublja. Ujedno, on je novi tip dramskog junaka, antiheroja.
Svi pisci su svojom obradom mita o Don Žuanu (Don Huanu) davali svoj odgovor na pitanja svoga doba. Molijerovo doba je Don Žuana oženilo, dajući mu više prilika za pokajanje. Romantizam je preuzeo na odgovarajući, romantičarski način, težnju za slobodom, pa je za romantičare Don Žuan bio pre svega buntovnik koji se borio protiv utamničenja Erosa. 
Od Tirsa do današnjih dana, skoro sva dela sa temom donžuanstva zadržavaju kameni kip, sa izuzetkom nekih koja uvode i žive junake kao presuditelje.
Ako govorimo o Don Huanu kao zavodniku, onda moramo pratiti njegovu psihologiju preljubnika, ženskaroša opsednutog Erosom. Da bi Eros mogao da nadvlada Tanatos, on mora da se povinuje zemaljskim zakonima kako ne bi došao u sukob sa Nebom. Pod tim zakonima podrazumevali su se istina, pravda, čast... Don Huanov greh nije samo erotske vrste, već je i duhovne prirode jer se ogrešuje o samu ljubav. Molijer je, za razliku od Tirsa, u svoje delo o Don Žuanu, uveo Priviđenje kao poslednju opomenu pred pojavu izaslanika Smrti. Glavni problem kod Don Huana jeste odsustvo savesti, zbog čega se kod Tirsa ne pojavljuje Priviđenje, već samo kameni kip, okamenjena savest, koja predstavlja Don Huana i njegovo verovanje isključivo u materijalno svojstvo sveta. On, međutim, ne uzima i ne zloupotrebljava ništa materijalno, već uništava ono što je najsvetije, a to je mukotrpno građena vera u život.

### Struktura Seviljskog zavodnika
Drama Seviljski zavodnik je tragikomedija koja održava napetost situacije – njena struktura otkriva znalački motivisano smenjivanje mirnih i napetih scena. Uz obilje pesničkih oblika i rima, Tirso koristi i romansu. Osmerački stihovi sa naglašenim poslednjim slogom u prepevu su uglavnom pretočeni u sedmerac, čime se izbegla opasnost da osmerac učini kazivanje jednoličnim. El Burlador de Sevilla ima i muzički strukturu, odnosno nekoliko muzičkih tačaka i napeva koji mu daju posebnu draž.

## Hose Soriljin Don Huan
Hose Sorilja i Moral (José Zorrilla y Moral) (21. Februar 1817 - 23. januar 1893) je bio španski romantičarski pesnik i dramaturg.
Rođen u Valjadolidu, kao sin uvaženog državnog službenika, počeo je da se interesuje za pisanje sa dvanaest godina. Kao dete je učestvovao u školskim predstavama Lopea de Vege i Kalderona de la Barke. Otac ga 1833. godine šalje na studije prava na univerzitet u Toledu. Kasnije odlazi u Madrid, gde se predstavlja kao sin poznatog italijanskog slikara. U Madridu vodi boemski zivot i slika da bi preživeo. 14. februara 1837. godine, posle saznanja o smrti satiričara Hosea de Lare, pronalazi inspiraciju i počinje sa pisanjem. Iste godine objavljuje knjigu stihova, koji su uglavnom predstavljali imitaciju delâ Viktora Igoa, kao i neke manje značajne drame. Prvo delo koje mu otvara vrata scene je drama „Huan Dandolo” (Juan Dandolo), napisana u saradnji sa Garsija Gutijeresom.
U periodu između 1840. i 1845. Sorilja je napisao dvadeset pet dramskih komada od kojih su neki dostigli neverovatan uspeh i popularnost a svakako najpoznatiji je Don Huan Tenorio. Drama Traidor, inconfeso y martir (1849) postiže veliki uspeh i smatra se jednom od najboljih. Godine 1854. odlazi u Meksiko, gde provodi narednih dvanaest godina. Vraća se u Španiju 1866. godine.
Sorilja nikad nije bio bogat, uvek je imao ekonomskih problema, i u poslednjim godinama svog zivota bio je, sa jedne strane, na međi popularnosti, dobrog glasa i poštovanja, i ekonomskih i zdravstvenih problema sa druge strane. Od 1890. godine njegovo zdravstveno stanje se pogoršavalo, preživeo je dve operacije glave da bi u januaru 1893. preminuo, i svojom smrću dirnuo celu Španiju, koja je ostala bez jednog od svojih najcenjenijih pisaca.

### Don Huan Tenorio
Don Huan Tenorio predstavlja Soriljin najuspešniji i najbolji pozorišni komad španskog romantičarskog pozorišta. Nastao je 1844. godine. Sorilja se bavio temama popularne tradicije, tzv. narodnim legendama. U njima je pronalazio inspiraciju, obrađivao ih je i pretvarao u dela. Tako je i obradom teme „donžuanstva” i preradom Molininog Seviljskog zavodnika (El Burlador de Sevilla) kao i spajanjem sa Samorinim Kamenim gostom (Convidado de piedra) uz dodavanje romatničarskog karaktera nastao Don Huan Tenorio. 
Kao veliki dokaz romantizma se moze uzeti i sloboda u konstrukciji. Drama se sastoji iz dva jasno oivičena suprotna dela. Prvi deo je podeljen na četiri čina, čija se radnja odvija u toku jedne noći. Razvija se vrlo brzo sa puno akcije i nasilja, u kojoj u prvi plan izbijaju plahovitost, samopouzdanje i nadmenost glavnog junaka. Radnja drugog dela se odvija pet godina kasnije i podeljena je u tri čina. Karakteriše je usporenost, misaonost, tenzija, misterija, kao i suprotnost i podeljenost, kako u junaku tako i u samim događajima koji se nalaze negde između ovozemaljskog i natprirodnog. Posebni pečat i romantičarski karakter mu daje motiv iskrene ljubavi, koja se javlja u Don Huanu, kao i kulminacija komada, u kojoj dolazi do pokajanja glavnog junaka i njegovog spasenja. Dobija oproštaj i novu šansu upravo zahvaljujući tom najlepšem osećanju.

### Lik Don Huana Tenorija
Soriljin Don Huan predstavlja preradu poznate nacionalne legende o čuvenom zavodniku. Nastaje kao njen spoj sa onim sto su već uradili Molina i Samora sa pridodatim romantičarskim karakterom, i nešto drugačije razvijenim likom rugalice i prevaranta. Don Huan se ne pojavljuje samo kao klasični „burlador” koji vara, obeščašćuje i ostavlja žene, bori se neustrašivo sa muškarcima, i dobro drži kada su u pitanju natprirodne pojave, duhovi, bića sa one strane, već je (za razliku od Molininog Don Huana) on takođe i razvijena ličnost. Njegovi gresi su obični, protiv ljudi a ne protiv svetog duha. On je kriminalac sa dugom listom mrtvih iza sebe, ohola, ponosna, nadmena osoba, možda slabija ali sigurno kompletnija, humanija, zadovoljnija. Mada je glavna razlika u tome sto je Molinin don Huan samo varalica dok je Soriljin takođe i čovek koji u sebi ima plemenitosti i dobrote, koji može da oseti nešto više i nešto dublje od površnog telesnog zadovoljstva. Ljubav je ta koja ga izdvaja, menja, budi u njemu nešto drugačije, iznuđuje mu spasenje i prenosi njegov lik u romantičarski okvir.
U prvom delu Don Huan je predstavljen kao potpuno negativna ličnost, sa jasno istaknutim pomenutim manama. U početku je gotovo nemoguće govoriti o iskrenim osećanjima i o bilo čemu plemenitom u njemu, dok se posle spoznavanja ljubavi njegov lik polako razvija i psihološki prosta ličnost negativca pretvara u jednu znatno kompleksniju, čiji se karakter jasno može videti u drugom delu drame. U ovom delu Don Huan je znatno realniji ali i prilično konfuzan, zbunjen, izgubljen i podeljen. Bori se sa unutrašnjim konfliktima na ivici realnosti i delirijuma. 
Sorilja kroz svog junaka pokušava da oživi legendu, smanji važnost morala, vrlo uspešno kombinuje teološko i romantičarsko, kao i religiozno i natprirodno. Njegov junak se kroz ceo komad raste i razvija kao individua, ali bez obzira na sve promene nikad ne odrasta i dozvoljava legendi da i dalje živi u svom pravom obliku.

## Molijerov Don Žuan
Jedno od najčuvenijih i najznačajnijih imena bogate španske književne tradicije svakako je Tirso de Molina, barokni dramski pisac, pesnik i narator. Njegovo delo predstavlja ogromni doprinos španskoj kulturi i može se predstaviti kao neprocenjivo nasleđe današnjih i budućih umetnika. Njegov književni uticaj je neosporan, kako među španskim autorima, tako i u okvirima svetske književnosti.
Delo Tirsa de Moline koje je izvršilo najveći uticaj na svetsku književnost jeste „Seviljski zavodnik i kameni gost“ (El burlador de Sevilla y convidado de piedra ), objavljeno 1625. godine. Ova drama razvija kult Don Huana, čuvenog zavodnika, koji je vremenom postao najuniverzalniji lik španskog pozorišta. Opus dela inspirisanih mitom Don Huana je zaista opširan, kako u dramaturgiji tako i u poeziji, muzici, filmu i raznim drugim oblastima umetnosti. Autori koji neguju ovaj lik predstavljaju jedne od najpoznatijih imena svetske književnosti. To su umetnici poput Pedra Kalderona de la Barke, Hosea de Espronseda, Hosea Sorilje, Ramona Valje-Inklana, Asorina, Antonija Maćada, Migela de Unamuno, Aleksandra Dumasa, Puškina, Bajrona, Molijera i mnogih drugih.
Iako je šire prihvaćeno poreklo lika Don Huana u delu Tirsa de Moline, mora se priznati da je u pozorištu i pre toga bilo sličnih likova, a pored španske tradicije se spominju i romanska, pa i arapska tradicija ove arhetipske ličnosti. Reč je o zavodniku i razmetljivcu, hrabrom i odvažnom do granice nerazumnog, koji ne poštuje ni jedan ljudski ili božiji zakon.U pojedinim verzijama ovog dela on se na kraju pokaje, dok u nekima ne. U Don Žuanu, čuvenog francuskog pisca Molijera ne dolazi do pokajanja već do stradanja.
Molijerov Don Žuan u sebi sažima eros, dionizijsku razbludnost, slobodu, čulnost, vezane za izobilje sunca, svetlosti i nesputanosti, koje u njemu vladaju. Lik Don Žuana simbolizuje kontinuitet jednog od tipično mediteranskih mitova: mita o putovanju, potrazi, nomadizmu. Don Žuan je veliki praktičar, ali i teoretičar donžuanizma, odnosno specifičnog tipa egzistencije kao zavođenja, tačnije neprestanog započinjanja ispočetka, od „idealne nule“. On odbacuje vernost kao princip kraja, kao princip smrti. Možemo slobodno reći da ponovljivost ljubavnih početaka i zanosa ima za Don Žuana preventivnu funkciju odbrambenog mehanizma pred strahom od smrti i neumitnog fizičkog iščezavanja svakog od živih bića. To je i glavna karakteristika njegovog lika kao tragičnog junaka. Kao što se istinska tragičnost može zaodenuti u formu komedije, tako se i Don Žuanova nesigurnost i duboki strah mogu sakriti iza smeha, cinizma, samouverenog nastupa i nadasve neizmernog razvratništva, poput idealnog spoja dve kontradiktornosti. Imajmo na umu da je upravo ta izmešanost komičnog i tragičnog ono što podražava život, kako je smatrao Lope de Vega.
Don Žuan simbolizuje pobedu uma. On se nikada do kraja ne prepušta čulnom, odnosno emotivnom pijanstvu. Zavođenje je ipak stvar manifestacija uma i oblik žudnje za moći. Tako su likovi poput Don Žuana uvek superiorni, samouvereni u svom umeću vladanja sobom i svojim sentimentalnim sklonostima. Možda zato Don Žuan daleko više uživa u sebi samom, u sopstvenoj igri, u neospornom šarmu, u osećanju trijumfa nad granicama (fizičkim, kao i društvenim, odnosno moralnim ), nego u samim ljubavnim vezama (i drugim ženama).
Don Žuan zauzima posebno mesto u Molijerovom pozorištu. Bavi se tematikom religije ali iznosi i razmišljanja o ženama, lepoti, egzistenciji na „donžuanski način“. Molijer je predstavio konvencionalnu ličnost zavodnika žena ali je toj ličnosti dao karakteristike čoveka s pogledom na perspektivu specifičnosti njegovog života i tako stvorio jedno snažno i smelo delo. Njegov Don Žuan je francuski plemić, vitez, cinik, bogohulnik kakvih je bilo dosta u ono vreme. Ipak, njegove reči i njegovi postupci prevazilaze okvire uskog realizma i zadiru u veoma bitna pitanja društvenih odnosa i religije. Ova Molijerova komedija je bila zabranjivana više puta, što jasno govori o njenoj potencijalnoj razornosti.
Don Žuan je vrhunski obmanjivač, ali i mnogo više od toga. Nije mu jedini, čak ni najvažniji cilj da obmane. To je samo sredstvo pomoću kojeg neprestano dokazuje da nema granice pred kojom bi se morao zaustaviti dok je živ. On se ne plaši da će biti otkriven, naprotiv, on izaziva. On se igra. On zna da postoji samo jedan život, tačnije, da postoji samo jedan trenutak. Trenuci koji su prošli, kao i oni koji tek treba da dođu, sada ne postoje. To je jedina istina za Don Žuana.
On ne dela sa nekakvom promišlju, vidimo kako konstantno improvizuje, kako mu osvojeni ciljevi ništa ne znače, kako delanjem samo troši svoje životne šanse. Upravo zbog toga on ne sme da se zaustavi, da ne bi sagledao svu duhovnu bedu sveta, da ne bi imao vremena. Odbacuje optužbu, tačnije, ignoriše je, jer je odgovoran jedino pred sobom. Smatra da ne potpada pod jurisdikciju ni ljudskih ni božanskih normi. Ne poznaje ponižavajući strah od kazne. Zato je slobodan i konstantno to dokazuje, načinom života.
Ogroman potencijal u preobražavanju je Don Žuanovo oruđe na velikoj pozornici. Ipak, suštinski se on ne menja, ne kaje se, ne postaje bolji čovek. Neka bude šta bude, ali niko neće moći da kaže da sam se pokajao zbog onoga što sam učinio, reči su koje, na samom kraju drame, dok se mačem bori protiv kamene statue, izgovara vitez života. Usamljenik se aktivno bori za život u svetu u kojem je stranac. Doduše, on ni u jednom trenutku ne pati. Don Žuan nije tužan ili, bar, mi to ne vidimo. Mi vidimo samo podrugljivi osmeh koji, od prve do poslednje scene, ne napušta lice heroja.
On ne poseduje trajne strasti. Zbog toga trenutne uvek snažno dolaze do izražaja. Ovaj junak je preplavljen osećanjem časti dok razgovara sa Don Karlosom. U tom trenutku mu se ništa ne može zameriti. Ima nečega donkihotovskog u njegovom držanju, a - dokle god sebe vidi kao častoljubivog viteza - on to i jeste. Ovakav mehanizam razmišljanja lepo i jasno ističe Zganarel, obraćajući se Don Žuanu: „Svakako da imate pravo kad verujete da imate pravo; protiv toga se ne može ništa. Ali kad ne biste tako mislili, stvar bi možda izgledala sasvim drukčije.“ U svakom slučaju, ovaj junak nije suštinski nepošten, samo je - u konvencionalnom smislu, nerazuman. On nema svest o odgovornosti, vremenu, trajanju.
Lako možemo poverovati da on voli svaku ženu kojoj izjavi ljubav, voli je silno, makar samo u trenutku kada to izgovara. Ta ljubav je možda egocentrična, ali ni manje ni više nego bilo koja druga. Može se reći i da Don Žuanov erotski instinkt nije znak muževnosti, da je to jedan nezreli, pubertetski instinkt, fiksiran na razvojnom putu opšte apstrakcije ženskog, a ne konkretne fiksacije na jednu, jedinu ženu. Ako je tako, onda ovog junaka možemo smatrati detetom, ali nikako ne možemo reći da je podlac.
Zadržimo se malo na poslednjoj sceni Molijerove drame. Pogođena gromom, zemlja se otvara i guta zlikovca, duhovnog bogalja i moralnu nulu, čoveka koji ni u šta ne veruje i koji nepovratno upropašćuje jadne, mile, bezazlene deve, odvraća plemićke kćeri od boga, čime kvari ugled, a i budžet njihovih porodica, zatim pušta sirote seljančice da veruju da će postati gospođe, te seje ljubomoru i kvari tako čistu ljubav između tetke i sestričine... kao da mu sve to nije dosta, čak ni mrtve ne poštuje! Sve u svemu, svaki trenutak njegovog života beše posvećen rušenju poretka i sramoćenju sopstvene porodice, a time i čitave aristokratije.
Svi su zadovoljni, kako kaže Zganarel u poslednjem činu; prestupnik je eliminisan i pravda zadovoljena. Na sceni ostaje samo sušto otelovljenje vrline, Zganarel, rob po staležu i po prirodi, bogom dani tužilac. Zganarel je izuzetno častan čovek i vrlo razborit, pa se, za razliku od svog gospodara, mudro uklanja od sukoba koji može da izbegne, jer je mnogo bolje dozvoliti da strada bližnji, nego se upuštati u borbu neizvesnog ishoda. Njegova je savest mirna, što mu omogućuje da se neprestano zgražava nad ponašanjem našeg junaka. Kada, u V činu, Don Žuan izjavljuje da će se pomiriti sa svetom, prihvatiti moral i postati licemeran, jer to je pomodan greh, a svi pomodni gresi važe kao vrlina, to izlaganje vređa prečiste uši njegovog sluge, te mu ovaj, nakon niza nesuvislih silogizama, proriče prokletstvo. I dok Zganarel u licemerstvu nalazi vrhunac bezbožništva, Don Žuan vidi „način na koji se treba koristiti ljudskim slabostima - na taj način se mudar čovek prilagođava porocima svoga stoleća“. Ipak, Zganarelovo prokletstvo se ispunjava, zalutali tragički heroj završava tragičnom smrću, na trenutak zaboravljamo da smo čitali (gledali) komediju, a zatim se opet smejemo - čovečanstvu.
Molijer je pisac, režiser i glumac. Ovaj veliki majstor smeha, možda najveći u čitavoj svetskoj književnosti, umirao je podsmevajući se bolesti, lekarima, ljudskoj gluposti, čak i samoj smrti. Razmišljajući o ovom velikom umetniku, neminovno je uočiti nit koja postoji između njega i njegovog junaka. Zanimljivo je razmišljanje Don Žuana o medicini u III činu drame, zapravo njegovo nepoverenje u ovu nauku. Obraćajući se Zganarelu, on ističe svoje mišljenje o lekarima: „(...) bolesničku sreću možeš i ti iskorišćavati kao i oni, pa slušati kako se tvojim lekarijama pripisuje ono što je nastupilo milošću slučaja i mudrošću prirode“. Pre nego što se 17. februara 1673. godine zavesa poslednji put spustila za njim, njemu je još ostalo dovoljno snage, njegovog ogromnog genija da i bledilo i samrtničke grčeve svoga lica pretvori u neodoljivo smešne.

## Bajronov Don Žuan
Lord Džordž Gordon Bajron (22. januar 1788. – 19. april 1824) bio je engleski romantičarski pesnik, poznat ne samo po svojoj poeziji već i po svom za to vreme neuobičajenom karakteru. Tvorac je koncepta „bajronovskog junaka“, melanholičnog mladog buntovnika burne prošlosti, i imao je veliki uticaj na mnoge umetnike.
Sin Kapetana Džona Bajrona i Katarine Gordon proveo je svoje detinjstvo u prilično siromašnom okruženju. 1798. nasledio je titulu i imovinu svog dede-ujaka, ali nikada nije uspeo da se prilagodi aristokratskom društvu, što se vidi i u njegovom stvaralaštvu. Kao član Doma lordova, otvoreno je govorio o liberalnim temama pre nego što je izbačen.
Prva objavljena zbirka stihova (Fugitive Pieces) biva zabranjena i uništena odmah po izlasku iz štampe 1805. Sledeće godine objavljuje „Pesme povodom raznih prilika“ (Poems on Various Occasions) i „Časove dokolice“ (Hours of Idleness), koje su kritičari veoma oštro napali. Slavu stiče delom „Putovanje Čajlda Harolda“ (Childe Harold’s Pilgrimage), čija prva dva pevanja je objavio 1812. godine. Njegovo sledeće delo, „Gusar“ (The Corsair) prvog dana je prodato u 10.000 primeraka. Postao je poznat i po mnogobrojnim ljubavnim aferama, od kojih su najpoznatije burna afera sa Ledi Karolinom Lem i incestuozna veza sa svojom polusestrom Avgustom Li. Oženio se Anom Izabelom Milbenk 1815, i dobio kćer Adu. Brak je bio nesrećan i par se razveo nakon godinu dana. 1816. je zauvek napustio Englesku. Leto provodi u Ženevi, zajedno sa Persijem i Meri Šeli (koja tamo stvara „Frankenštajna“). Sledećih godina putuje po Italiji, odakle odlazi u Grčku da pruži pomoć ustanicima protiv Turaka. Pre nego što je došlo do ozbiljnijih borbi, Bajron umire od malarije u Misolungiju.

### Don Žuan
Heroj remek-dela Lorda Džordža Gordona Bajrona dobio je ime po španskom Don Huanu, legendarnom razvratniku čije avanture su bile nadahnuće brojnim umetnicima. Po mnogima Bajronovo najbolje i najznačajnije delo, satirična poema Don Žuan je jedna od najdužih i najznačajnijih poema na engleskom jeziku, uz Miltonov „Izgubljeni raj“. Sačinjava je 17 pevanja, od kojih je poslednje ostalo nedovršeno nakon Bajronove smrti 1824. godine. Priča je opširna i nema jedinstven zaplet, već samo prati doživljaje Don Žuana, propraćene ironičnim komentarima usmerenim ka iskvarenom, izveštačenom društvu, uključujući i kritičku posvetu Robertu Sautiju i jezerskim pesnicima. Lord Bajron je započeo pisanje u Italiji 1818. godine, a prva dva pevanja su anonimno objavljena 1819. Iako su se mnogi kritičari podigli protiv ovog dela, smatrajući ga nemoralnim i isuviše slobodnim, Bajron je stekao izuzetnu popularnost.
Poema je napisana u jampskom pentametru. Strofa ima četiri stiha (ab ab ab cc): prva tri stiha imaju ukrštenu rimu, a četvrti ima parnu, takozvanu otava rimu koja obično služi za komične dosetke. Preovladavaju stihovi od deset slogova. Jezik je kolokvijalan i jednostavan, sa dosta reči iz slenga, a ton je lagan.

### Lik Don Žuana
Likovi Don Žuana i samog Bajrona usko se prepliću. Don Žuan se može svrstati među bajronovske junake a može biti i odraz samog pesnika. Don Žuan poseduje mnoge osobine bajronovskog junaka: plemićkog je porekla, učestvovao je u mnogim istorijskim događajima, proputovao je Evropu, izopšten je zbog svojih ljubavnih afera i sukoba sa vlastima. Takođe je hrabar, pametan, energičan, gnuša se hipokrizije i moralnih čistunaca, bori se za slobodu (i fizičku i duševnu) neprilagođen društvu koje je zagušeno mnogim zakonima. Još jedna paralela se može uočiti između lika Donje Ines (Don Žuanove majke) i Bajronove supruge Ane Izabele Milbenk.
Čak i da je bio dobro upućen u lik Don Huana, nema dokaza da je Bajron uopšte pročitao delo Tirsa de Moline ili da je bio upoznat sa ostalim verzijama ove legende. On ignoriše originalne karakteristike lika, surovog, bezdušnog ženskaroša lišenog morala. Stoga je njegov Don Žuan drugačiji, blaži i smerniji. Prepun fizičke strasti, nesvesno privlači žene, ali ne zavodi on njih, već one njega. Don Huan je personifikacija greha; Don Žuan, s druge strane, predstavlja i kritiku i ogledalo svakog čoveka, polu-anđela, polu-demona, i samog Života, komedije i tragedije. Parodija na razne ličnosti osamnaestog i početka devetnaestog veka, lik Don Žuana je stvoren da bi se ismevalo uštogljeno zapadno društvo a zasmejavalo ono inteligentno i slobodoumno.

### Sinopsis
Kada je Don Žuan bio dete, njegov otac Don Hose umire i ostavlja ga u rukama majke, Donje Ines, pravične i stroge žene. Ona je preuzela brigu o Žuanovom obrazovanju i vaspitanju (neuspešno). Mladi Don Žuan uživa u pažnji koju mu posvećuju majčine prijateljice, posebno Donja Hulija, mlada supruga Don Alfonsa. Žuan i Hulija započinju aferu koja će trajati sve dok ih Don Alfonso ne otkrije. Donja Ines, da bi uobličila sinovljev moral, šalje ga u Kadis, odakle započinje dugo putovanje kroz Evropu. Ali Žuan doživljava brodolom i nakon nekoliko dana bez vode i hrane, iscrpljen, dospeva na kopno. Tu ga pronalazi Hajdi, prelepa devojka, kćer vladara jednog od Kikladskih ostrva, gusara Lambroa, trgovca robljem i draguljima. Da bi spasila Žuana od ropstva, Hajdi ga skriva u pećinu i tamo ga često posećuje. Kada Lambro ode u pohod, Hajdi izvodi Žuana iz pećine i obasipa ga draguljima, hranom i vinom. Njih dvoje započinju strastvenu vezu. Idila prestaje kada se Lambro iznenada vrati i zarobi Don Žuana. Kao roba, šalje ga na brod za Tursku. Don Žuan nikada više nije video Hajdi i nije saznao da je umrla pre nego što je rodila njegovo dete. U Istanbulu, Žuana otkupljuje evnuh i vodi ga u sultanovu palatu kao zabavu za omiljenu vladarevu suprugu. Da bi ga prikrila od sultana, jer je želela da joj bude ljubavnik, sultanija maskira Don Žuana u igračicu. Ali on čak ni pod pretnjom smrću ne pristaje da spava sa mladom i krasnom sultanijom, jer i dalje žudi za Hajdi.
Ugrabivši priliku, Žuan beži iz palate i priključuje se vojsci ruske carice Katarine II, koja je bila u ratu sa turskim sultanom. Pokazavši veliku hrabrost i plemenitost (između ostalog, spasava desetogodišnju muslimanku Lejlu i usvaja je), Don Žuana šalju u Petrograd carici Katarini da joj prenese vesti o pobedi. Ni ona nije ostala imuna na mladog, zgodnog stranca, i njena milost mu je u Petrogradu obezbedila raskošan život. Ali Don Žuan se razboljeva. Carica, nadajući se da će mu pomoći promena klime, šalje ga na misiju u Englesku. Tamo je dobro primljen, jer je bio elegantan i uglađen. Jutra je provodio u poslu a večeri na luksuznim zabavama. Mlade (a i starije) londonske dame su se tukle oko njegove pažnje. Postao je štićenik Ledi Adeline Amandevil i Grofice od Fic-Falka, koje su mu rado davale savete na ljubavnom planu. Ove dve suparnice su počele da mu traže supruge, ali njega je privukla devojka koja nije bila na listi poželjnih dama – Aurora Rebi, prosta, priglupa lepuškasta devojka koja nije obraćala nimalo pažnje na njega, što se Žuanu činilo kao izazov. Pažnju mu je odvuklo pojavljivanje duha – Crnog fratra, koji je nekada davno živeo u kući Ledi Adeline, gde je Don Žuan odseo. Duh je bio legendarna figura koja se pojavljivala pred nečije rođenje, smrt ili venčanje. Ža Don Žuana je predstavljao loš znak i počelo je da ga tišti osećanje teskobe. Niko od Žuanovih prijatelja nije to smatrao ozbiljnim. Kada mu se drugi put ukazao duh, Žuan je krenuo za njim, bezuspešno pokušavajući da ga uhvati. Konačno, uspeo je da zgrabi duhovu kapuljaču i da je strgne, otkrivajući umesto fratra slatke usne grofice od Fic-Falka. Sledećeg jutra, oboje su sišli na doručak – Don Žuan umoran i bledunjav, grofica izgledajući pokuđeno.

## Don Huan u muzici
Neka od najpoznatijih muzičkih dela nastala na osnovu mita o Don Huanu (Don Žuanu) su opere, od kojih su najpoznatije Don Đovani (Don Giovanni) Đuzepea Gacanige (Giuseppe Gazzaniga) i Don Đovani Volfganga Amadeusa Mocarta (Wolfgang Amadeus Mozart). Pored njih dvojice, o Don Huanu su komponovali još i Franc List (Franz Liszt), Rihard Štraus (Richard Strauss), a mit o Don Huanu su za nastanak svojih pesama iskoristili i moderni izvođači: Joni Mitchell, Pet Shop Boys, Rancid, Buddy Holly, itd.

### Don Huan u operiDon Đovani()
Operu Don Đovani (pun naziv Il Dissoluto Punito ossia il Don Giovanni Dramma giocoso in due atti) komponovao je Volfgang Amadeus Mocart, dok je libreto pisao Lorenco da Ponte (Lorenzo da Ponte). Premijera ove opere se odigrala 29. oktobra 1787. godine u Pragu i naišla je na nepodeljeno oduševljenje publike. Likovi dama povereni su sopranima, likovi muškaraca (Don Pedro, Don Huanov sluga i seljanin) basu, dok je lik Don Otavia poveren tenoru, a Don Huan baritonu.
Osnova za operu Don Đovani bilo je delo Tirsa de Moline Seviljski zavodnik i kameni gost, ipak imena likova su izmenjena u skladu sa italijanskim jezikom, a delimično je izmenjena i fabula. Interesantno je da se u Mocartovoj operi pominje broj Don Huanovih ljubavnica: 640 u Italiji, 231 u Nemačkoj, 100 u Francuskoj, 91 u Turskoj i 1,003 u Španiji, dok su glavne crte karaktera Don Huana (nepostojanje griže savesti, sklonost ka prevari i laži) prikazane ne samo kroz ljubavničke, već i kroz druge vrste društvenih odnosa. Tako vidimo Don Huana koji se Ani, nakon što ju je seksualno iskoristio i ubio joj oca, obraća brižnim tonom i licemerno pita kakav li je to okrutan čovek mogao da joj nanese takvu nesreću. Pored toga, usuđuje se da Elviru, ženu koja ga pred svima optuži da je preljubnik, nazove ludom. Kao i u Tirsovom Seviljskom zavodniku, Don Huan u Don Đovaniju takođe biva kažnjen za svoje grehe.

## Don Huan na filmu
Lik Don Huana je bio jednako inspirativan kako za muziku, tako i za film, a gotovo u svakom od dela nastalih u jednoj od ove dve oblasti uočljiva je široka autorska i umetnička sloboda. Takva sloboda se uglavnom ogleda u postavljanju lika Don Huana u najrazličitije vremenske i prostorne granice, kao i u raznolike okvirne priče.
Prvi film koji je nastao inspirisan mitom o Don Huanu je istoimeni Don Huan (Don Juan) režisera Alana Kroslanda (Alan Crosland) iz 1926. godine. Glavna zvezda ovog filma je bio Džon Berimor (John Barrymore) u ulozi ženskaroša Don Huana. Ovaj film je ujedno i postavio rekord po broju poljubaca u ruku koje je Džon Berimor, odnosno Don Huan, poklonio pripadnicama lepšeg pola. Radnja ovog filma je smeštena u Rim za vreme vladavine porodice Bordžija. Film portretiše Don Huana, naravno, kao ljubavnika i zavodnika, ali za razliku od Seviljskog zavodnika, i kao muškarca koga opseda jedina žena koju ne može da ima i zbog koje odbija čak i Lukreciju Bordžiju zbog čega biva osuđen na smrt. Ovime se prikazuje na jedan način i spasenje Don Huana: on zbog jedne žene napušta sve svoje dotadašnje navike zavođenja i preljube; ali i kazna, odnosno smrt. Film je i od istorijskog značaja kao prvi film sa prethodno nasnimljenom pozadinskom muzikom, umesto uživo izvođenja kako je tada bilo standardno. Međutim, mogućnost snimanja zvuka nije do kraja iskorišćena te je film nem, i pored postojanja zvuka.
Nakon Don Huana iz 1926. godine, snimljen je film pod nazivom Avanture Don Huana (Adventures of Don Juan) 1949. godine, u režiji Vinsenta Šermana (Vincent Sherman).
Deceniju kasnije, 1960. godine, Ingmar Bergman, proslavljeni švedski režiser, stvorio je remek-delo Đavolje oko (Djävulens öga), film koji takođe pripoveda o Don Huanu, o čoveku, kako ga Bergman opisuje, „velikom, fanatičnom, večno mladom, produhovljenom sanjaocu“. Oslanjajući se delimično na Fausta, Bergman čitav film stavlja u okvir pakla i greha. Naime, Don Huan, poznati zavodnik, odslužuje svoju kaznu u paklu već trista godina, kada jednog dana Sotona odluči da ga izazove. Sotona mu nudi da ga pošalje na Zemlju da zavede jednu devicu koja predstavlja pretnju paklu, odnosno moguću pobedu raja, upravo zato što je verna svom budućem mužu. Đavo, tj. Sotona mu sve ono nudi u zamenu za skraćenje kazne koju Don Huan odslužuje u paklu. Ta užasna kazna na koju je osuđen Don Huan zbog počinjenih greha za života, sastoji se u tome da konstantno sanja lepe mlade devojke, ali da one nestaju svaki put kada ih se on domogne. Ovakvim uvodom u film predstavljena je kako požuda Don Huana i najstrašnija moguća kazna za njega, tako i njegov veliki greh zbog kojeg je završio u paklu. Gordi i samouvereni Don Huan bez razmišljanja pristaje i kreće na put sa slugom i demonom iz pakla, koji ujedno predstavlja i njegovog unutrašnjeg demona: demona preljube i požude. Ipak, dešava se neočekivano: Don Huan ne uspeva da osvoji mladu devicu, što direktno vodi ka njegovoj zaljubljenosti. 
Ipak, ovaj poraz vodi i ka njegovom duhovnom spasenju, koje, kontradiktorno, ne dovodi do fizičkog spasenja, jer izgubivši opkladu, ovaj ostaje u đavolovim rukama. O životnoj priči Don Huana, odnosno onome što je bilo pre pakla, saznajemo retrospektivno, iz njegovog pripovedanja: sjajnom fotografijom i scenografijom prikazan je ulazak Kamenog Gosta, kao i vatra koja guta Don Huana i odvodi ga direktno u pakao.
 je film iz 1995. godine, u kojem su glavne uloge poverene Džoni Depu (Johnny Depp) i  (Marlon Brando). U ovom filmu je možda na najinovativniji način ispričana dobro poznata priča o Don Huanu: mladić (Džoni Dep) završava u psihijatrijskoj bolnici, jer pati od ozbiljnih poremećaja, odnosno umišlja da je Don Huan. Iako u savremenom ambijentu, ceo film je propraćen tradicionalnim elementima Seviljskog zavodnika: početni kadar nam prikazuje korice knjige Seviljski zavodnik i kameni gost, prisutna je zavodnička muzika, odgovarajući kostimi, izraženi španski naglasak. Priču o životu Don Huana, koji je u filmu predstavljen ne kao čovek koji iskorišćava i ponižava žene, već kao humani ljubavnik, kao neko ko iskreno voli žene i želi da im priušti zadovoljstvo, ali takođe i kao neko ko pati zbog one jedine žene koju ne može da ima, saznajemo iz retrospektivnog pripovedanja mladića koji sebe naziva Don Huanom.
Slomljeno cveće (Broken Flowers) je film Džima Džarmuša (Jim Jarmusch) iz 2005. godine koji čitav mit o Don Huanu stavlja u moderno vreme. Naime, ovaj film pripoveda o Don Džonstonu (Don Johnston), čoveku koji je prinuđen da se vrati u svoju prošlost ne bi li pronašao majku svog sina. Kroz njegovu potragu u kojoj se on susreće sa svojim bivšim ljubavima i ljubavnicama, saznajemo o njegovoj prirodi sve ono što nam je već rečeno u mnogobrojnim verzijama ovog mita: on je ravnodušan, hladnokrvan, licemeran zavodnik koji plaća za svoje grehe, ali mu se ponekad pruži prilika za spasenje. U filmu Slomljeno cveće, kazna je usamljenost, a prilika za spasenje upravo mogućnost da pronađe svog sina jedinca.

## Literatura
- Tirso de Molina: Seviljski zavodnik i kameni gost, Beograd: Paideia, 2002. 5-32 str.
- Molijer, Žan-Batist Poklen: Don Juan ; Škrtac, Zagreb: Zora, 1950
- Byron, George Gordon, Lord. Byron's Letters and Journals. Leslie A. Marchand, ed. 3 vols. London: John Murray 1973-1982.
- Byron, George Gordon, Lord. The Complete Poetical Works. Jerome J. McGann and Barry Wheeler, eds. 7 vols. Oxford: Clarendon, 1980-1993.
- http://filmsdefrance.com/FDF_The_Devil_s_Eye_1960_rev.html